# Фишер, Эльсе
Эльсе Мари Фишер, также Фишер-Бергман (швед. Else Marie Fisher; 1 марта 1918, Мельбурн, Австралия — 3 марта 2006, Стокгольм, Швеция) — шведская танцовщица, хореограф, актриса, театральный режиссёр и драматург.

## Биография
Эльсе Фишер родилась 1 марта 1918 года в Австралии, в Мельбурне. Её родителями были Эйнар Фишер, инженер и энтомолог-любитель, и Эйвор Фишер, художница по текстилю. У неё была младшая сестра Ранди, которая впоследствии стала художницей и дизайнером. В 1922 году семья переехала в Стокгольм. В 1929 году умер отец Эльсе.
С ранних лет Эльсе хотела стать танцовщицей и в 1939 году получила диплом преподавателя танца. Международной карьере воспрепятствовала начавшаяся война, однако Эльсе работала танцовщицей и хореографом. В 1942 году она познакомилась с режиссёром Ингмаром Бергманом в стокгольмском Sagoteatern, который он в то время возглавлял. Впоследствии она сотрудничала с Бергманом в качестве хореографа в ряде его постановок. Тогда же, в 1942 году, Эльсе Фишер написала детскую пьесу о клоуне Беппо, которую сама поставила и играла в ней. «Клоун Беппо», ставившийся на разных театральных сценах, имел большой успех.
В 1943 году Эльсе Фишер вышла замуж за Ингмара Бергмана. Впоследствии Бергман писал в своей книге воспоминаний «Laterna magica»: «Я женился на Эльсе Фишер, приятельнице из труппы бродячих актёров. Она считалась весьма талантливой танцовщицей и хореографом — милая, умная женщина с чувством юмора». У супругов родилась дочь Лена. В 1944 году супруги собирались вместе ехать в Хельсингборг, где Бергман должен был возглавить городской театр, однако у Эльсе и у её дочери диагностировали туберкулёз. Бергман поехал один, а в качестве хореографа Эльсе порекомендовала ему Эллен Лундстрём, с которой вместе училась у Мари Вигман. Между режиссёром и хореографом вскоре возник роман, и в 1946 году Бергман развёлся с Эльсе, чтобы впоследствии жениться на Лундстрём. Однако сотрудничество Фишер и Бергмана на театральной сцене продолжалось вплоть до 1957 года.
На протяжении трёх лет Эльсе Фишер работала в Городском театре Норрчёпинга, после чего возглавила Детский театр (Skolteatern) в Стокгольме, для которого написала и поставила ряд пьес, в том числе «Fantasilådan» (1947) и «Bygga hus» (1952). Кроме того, в 1945 году её «Клоун Беппо» был издан в форме книги (Sagan om Beppo ritad och berättad av Else Fisher-Bergman), а в 1948 году вышла её детская книга «Udda Person». В 1957 году она написала единственную свою пьесу для взрослых, «Porslinsfröken for television». В 1957 году Фишер стала членом Шведской гильдии писателей.
Эльсе Фишер умерла 3 марта 2006 года в Стокгольме и была похоронена на Северном кладбище в Сольне.